# Ladcy (rejon homelski)
Ladcy (biał. Лядцы; ros. Лядцы, Ladcy) – osiedle na Białorusi, w obwodzie homelskim, w rejonie homelskim, w sielsowiecie Cierucha, nad Niamylnią i przy granicy z Ukrainą.